# Canarichelifer teneriffae
Canarichelifer teneriffae es una especie de arácnido del orden Pseudoscorpionida de la familia Cheliferidae.

## Distribución geográfica
Se encuentra en las islas Canarias (España) y en las cercanas islas Salvajes.